# Consejo Nacional de Ciencia y Tecnología (Paraguay)
El Consejo Nacional de Ciencia y Tecnología o Conacyt, es una institución pública autárquica, de composición mixta, dependiente de la Presidencia de la República del Paraguay. Conacyt tendrá competencia nacional y las resoluciones del mismo, que sean consideradas por el Consejo como fundamentales y referidas a las políticas de desarrollo científico o tecnológico y de los procesos innovativos, así
como de la calidad, serán homologadas por decreto del Poder Ejecutivo.

## Historia
El Conacyt fue creado por Ley N.º 1028/97 general de ciencia y tecnología y su modificatoria Ley N.º 2.279/03.

## Atribuciones
1. Formular y proponer al Gobierno Nacional las políticas nacionales y estrategias de ciencia, tecnología e innovación y de calidad para el país, en concordancia con la política de desarrollo económico y social del Estado. En coordinación con las instituciones relacionadas supervisar y evaluar la implementación de estas políticas y estrategias;
2. Concertar los esfuerzos científicos, tecnológicos, de innovación y de calidad nacionales con los que se realizan en el extranjero, promoviendo las redes de investigación y desarrollo de los mismos;
3. Seleccionar, aprobar, supervisar y evaluar las investigaciones financiadas por el FONACYT, para que las mismas se lleven a cabo dentro de los lineamientos de la política nacional de ciencia, tecnología e innovación y de la política nacional de calidad formuladas por el CONACYT;
4. Asesorar a los Poderes del Estado en todos los aspectos relacionados con las áreas de la competencia del CONACYT;
5. Determinar los criterios y/o principios de ciencia, tecnología e innovación y de calidad a ser incorporados en la formulación de políticas nacionales;
6. Reglamentar y ejecutar la política de asignaciones de recursos del FONACYT para la consecución de los fines de la política nacional de ciencia, tecnología e innovación y de la política nacional de la calidad;
7. Promover la difusión de actividades científicas, tecnológicas, de innovación y de la calidad, así como realizar su ordenamiento y sistematización;
8. Promover la normalización y la evaluación de la conformidad de los procesos, productos y servicios y la generación, uso y aplicación de la tecnología;
9. Auspiciar programas de formación y especialización de los recursos humanos necesarios para el desarrollo del Sistema Nacional de Calidad y del Sistema Nacional de Ciencia, Tecnología e Innovación;
10. Incentivar la generación, uso, difusión y aplicación de conocimientos científicos, tecnológicos, de innovación y calidad que sean cultural, social y ambientalmente sustentables;
11. Establecer y mantener relaciones con organismos similares públicos y privados del extranjero, así como propiciar la participación de representantes del país en congresos u otro tipo de actividades científicas o técnicas y apoyar el intercambio, la cooperación y la información recíproca en las áreas de competencia del CONACYT;
12. Concertar y apoyar la acción de entes públicos nacionales, asociaciones civiles y organismos no gubernamentales en materias de su competencia;
13.Promover la racionalización y transparencia en la gestión y aplicación de los recursos públicos y privados destinados a la investigación científica, el desarrollo tecnológico, la innovación y la calidad;
14. Definir los conceptos relacionados con las áreas de su competencia, de acuerdo a criterios establecidos y aceptados a nivel internacional;
15. Constituir comisiones permanentes o comisiones ad hoc para el tratamiento y estudio de temas específicos, así como para la evaluación de proyectos específicos, dentro de las áreas de su competencia;
16.Participar en las actividades, comisiones o colegiados de cualquier tipo o denominación vinculados a organismos oficiales relacionados con ciencia, tecnología, innovación y calidad;
17. Fomentar el desarrollo de la ciencia, tecnología, innovación y calidad por medio de mecanismos de incentivos a instituciones, empresas y personas;
18. Autorizar la realización de convenios, acuerdos, contrataciones y otros instrumentos afines relacionados con el cumplimiento de sus objetivos;
19. Administrar sus recursos presupuestarios, realizando las gestiones administrativas que sean necesarias a tal efecto;
20. Dictar los reglamentos y resoluciones que se relacionen con las funciones del CONACYT.
21. Fijar los montos a percibir por prestación de servicios y actualizarlos periódicamente.
22. Fijar remuneraciones adicionales y extraordinarias a los funcionarios del CONACYT, a ser pagados con los fondos del FONACYT;
23. Aprobar el Informe Anual de Actividades, la Memoria y el Balance del año anterior, el anteproyecto de Presupuesto debidamente justificado y los planes de trabajo que el Presupuesto asignado al CONACYT, permitan ejecutar.
24. Designar a los miembros del Consejo y a los funcionarios que, junto con el presidente del CONACYT, han de suscribir los valores, títulos y otros documentos; y
25. Realizar los demás actos necesarios al cumplimiento de los fines del CONACYT.

## Composición
El CONACYT estará compuesto de catorce Consejeros titulares e igual número de suplentes, quienes representarán a cada una de las instituciones y sectores siguientes:
1. la Secretaría Técnica de Planificación de la Presidencia de la República, STP;
2. el Ministerio de Industria v Comercio, a través del Instituto Nacional de Tecnología y Normalización, INTN;
3. el Ministerio de Agricultura y Ganadería;
4. el Ministerio de Educación y Cultura;
5. el Ministerio de Salud Pública y Bienestar Social;
6. las Universidades Estatales;
7. las Universidades Privadas;
8. la Unión Industrial Paraguaya, UIP;
9. la Asociación Rural del Paraguay, ARP;
10. la Federación de la Producción, la Industria y el Comercio, FEPRINCO;
11. la Asociación de Pequeñas y Medianas Empresas;
12. las centrales sindicales;
13. la Sociedad Científica del Paraguay, y
14. la Asociación Paraguaya para la Calidad.